# Инарцо
Инарцо (итал. Inarzo) је насеље у Италији у округу Варезе, региону Ломбардија.
Према процени из 2011. у насељу је живело 1038 становника. Насеље се налази на надморској висини од 262 м.

## Становништво
| 1936. | 1951. | 1961. | 1971. | 1981. | 1991. | 2001. | 2011. |
| ----- | ----- | ----- | ----- | ----- | ----- | ----- | ----- |
| 461   | 513   | 601   | 564   | 659   | 677   | 805   | 1.073 |